# کانزاس ستلمنت (آریزونا)
کانزاس ستلمنت (به انگلیسی: Kansas Settlement) یک منطقهٔ مسکونی در ایالات متحده آمریکا است که در آریزونا واقع شده‌است. کانزاس ستلمنت  ۱٬۲۸۵ متر بالاتر از سطح دریا واقع شده‌است.